# ATP Mallorca
Das ATP Mallorca (offiziell: Mallorca Championships) ist ein Tennisturnier, das seit 2021 in Santa Ponça, auf der spanischen Insel Mallorca stattfindet. Es gehört zur ATP Tour 250, der am niedrigsten dotierten Kategorie der ATP Tour.

## Geschichte
Bereits von 2014 bis 2019 fand ein Damenturnier auf Mallorca statt. Nach Beendigung dieser Veranstaltung setzte sich der All England Lawn Tennis and Croquet Club dafür ein, dass es mehr Rasenturniere vor den Wimbledon Championships gibt.
Das Turnier wird von Toni Nadal geleitet und sollte 2020 starten; der Start wurde wegen der COVID-19-Pandemie schließlich auf 2021 verlegt. Seitdem findet das Turnier jährlich in der letzten Woche vor Wimbledon im Mallorca Country Club statt.

## Siegerliste

### Einzel
| Jahr | Sieger              | Finalgegner           | Finalergebnis  |
| ---- | ------------------- | --------------------- | -------------- |
| 2025 | Tallon Griekspoor   | Corentin Moutet       | 7:5, 7:63      |
| 2024 | Alejandro Tabilo    | Sebastian Ofner       | 6:3, 6:4       |
| 2023 | Christopher Eubanks | Adrian Mannarino      | 6:1, 6:4       |
| 2022 | Stefanos Tsitsipas  | Roberto Bautista Agut | 6:4, 3:6, 7:62 |
| 2021 | Daniil Medwedew     | Sam Querrey           | 6:4, 6:2       |

### Doppel
| Jahr | Sieger                            | Finalgegner                        | Finalergebnis      |
| ---- | --------------------------------- | ---------------------------------- | ------------------ |
| 2025 | Santiago González Austin Krajicek | Yuki Bhambri Robert Galloway       | 6:1, 1:6, [15:13]  |
| 2024 | Julian Cash Robert Galloway       | Diego Hidalgo Alejandro Tabilo     | 6:4, 6:4           |
| 2023 | Yuki Bhambri Lloyd Harris         | Robin Haase Philipp Oswald         | 6:3, 6:4           |
| 2022 | Rafael Matos David Vega Hernández | Ariel Behar Gonzalo Escobar        | 7:65, 6:76, [10:1] |
| 2021 | Simone Bolelli Máximo González    | Novak Đoković Carlos Gómez Herrera | kampflos           |